# Ted Hoogenboom
Theodorus Cornelis Maria (Ted) Hoogenboom (Oudewater, 27 augustus 1960) is een Nederlands geestelijke en hulpbisschop van de rooms-katholieke kerk.

## Opleiding en werk
Hoogenboom studeerde bestuurs-, internationaal en staatsrecht aan de Universiteit Utrecht. Vervolgens werd hij student aan het Ariënskonvikt, terwijl hij filosofie en godgeleerdheid studeerde aan de Katholieke Theologische Universiteit, eveneens in Utrecht. Hij werd op 25 september 1999 priester gewijd door Adrianus kardinaal Simonis. Vanaf 1998 studeerde hij canoniek recht aan de Pauselijke Gregoriaanse Universiteit in Rome. Van 2001 tot 2008 was hij conrector van het Ariënskonvikt. In januari 2008 benoemde aartsbisschop Wim Eijk Hoogenboom tot vicaris-generaal van het aartsbisdom Utrecht, als opvolger van Piet Rentinck. Ook werd hij proost van het Utrechtse kapittel.
Op 7 december 2009 benoemde paus Benedictus XVI hem tot hulpbisschop van Utrecht en tot titulair bisschop van Bistue. Hij is op 13 februari 2010 door aartsbisschop Wim Eijk tot bisschop gewijd. Mgr. Hoogenboom heeft als wapenspreuk gekozen: Consecrans Evangelium Dei (Om het Evangelie van God te bedienen, Romeinen 15:16).
Hoogenboom is namens de Nederlandse Bisschoppenconferentie lid van de Commissie van Bisschoppen van de Europese Gemeenschap (COMECE).

## Deelname aan synode
Hoogenboom is namens de Nederlandse Bisschoppenconferentie afgevaardigd als deelnemer aan de synode XVI Gewone Algemene Vergadering van de Bisschoppensynode in oktober 2023 en oktober 2024 in Vaticaanstad.